# The Tulse Luper Suitcases, Part 2: Vaux to the Sea
The Tulse Luper Suitcases, Part 2: Vaux to the Sea is een Britse dramafilm uit 2004 onder regie van Peter Greenaway.

## Verhaal
Tulse Luper werkt in een bioscoop. Hij krijgt op die manier de kans om kennis te maken met de filmkunst.

## Rolverdeling
- JJ Feild: Tulse Luper
- Raymond J. Barry: Stephan Figura
- Valentina Cervi: Cissie Colpitts
- Marcel Iures: Generaal Foestling
- Steven Mackintosh: Günther Zeloty
- Jordi Mollà: Jan Palmerion
- Drew Mulligan: Martino Knockavelli
- Ornella Muti: Mathilde Figura
- Anna Galiena: Mevrouw Plens
- Ronald Pickup: Mijnheer Moitessier
- Franka Potente: Trixie Boudain
- Isabella Rossellini: Mevrouw Moitessier
- Maria Schrader: Felicite
- Francesco Salvi: Paul / Pierre
- Ana Torrent: Charlotte des Arbres